# Sphincter urinaire artificiel
Un sphincter urinaire artificiel (SUA) est un dispositif médical implantable pour traiter l'incontinence urinaire d'effort modérée à sévère, le plus souvent chez les hommes. Le SUA est conçu pour suppléer la fonction du sphincter urinaire naturel qui retient l'urine dans la vessie.

## Description
Il existe deux types de sphincters urinaires artificiels:
- Le sphincter urinaire artificiel avec ballon-réservoir constitué de trois composants: Une manchette, une pompe et un ballon-réservoir. La manchette est placée autour de l'urètre; la pompe est placée dans le scrotum et le ballon-réservoir est implanté dans l'espace rétro-pubien, entre la vessie et la veine iliaque. Le dispositif est rempli de solution saline stérile. La pression dans le circuit hydraulique est générée par la paroi élastique du ballon-réservoir et par la pression rétro-pubienne comprimant le ballon-réservoir[1],[2].
- Le sphincter urinaire artificiel à ressort est constitué de deux composants: une manchette et une pompe[3],[4]. La manchette est placée autour de l'urètre et la pompe est placée dans le scrotum. Le dispositif est rempli de solution saline stérile. La pression dans le circuit hydraulique est générée par un ressort situé dans la pompe. La pression dans l'espace rétro-pubien n'a aucune influence sur ce type de sphincter dans la mesure où il n’y a aucun élément à ce niveau.

Les éléments communs des sphincters actuellement disponibles sont la manchette gonflable remplie de solution saline stérile obstruant l'urètre et la pompe située dans le scrotum permettant d’actionner l’ouverture et la fermeture de la manchette. Pour le sphincter à trois composant, la pression de fermeture de la manchette n’est pas modifiable. Pour le sphincter à deux composants la pression de fermeture de la manchette est modifiable, si besoin, au niveau de la pompe intra-scrotale.

## Histoire

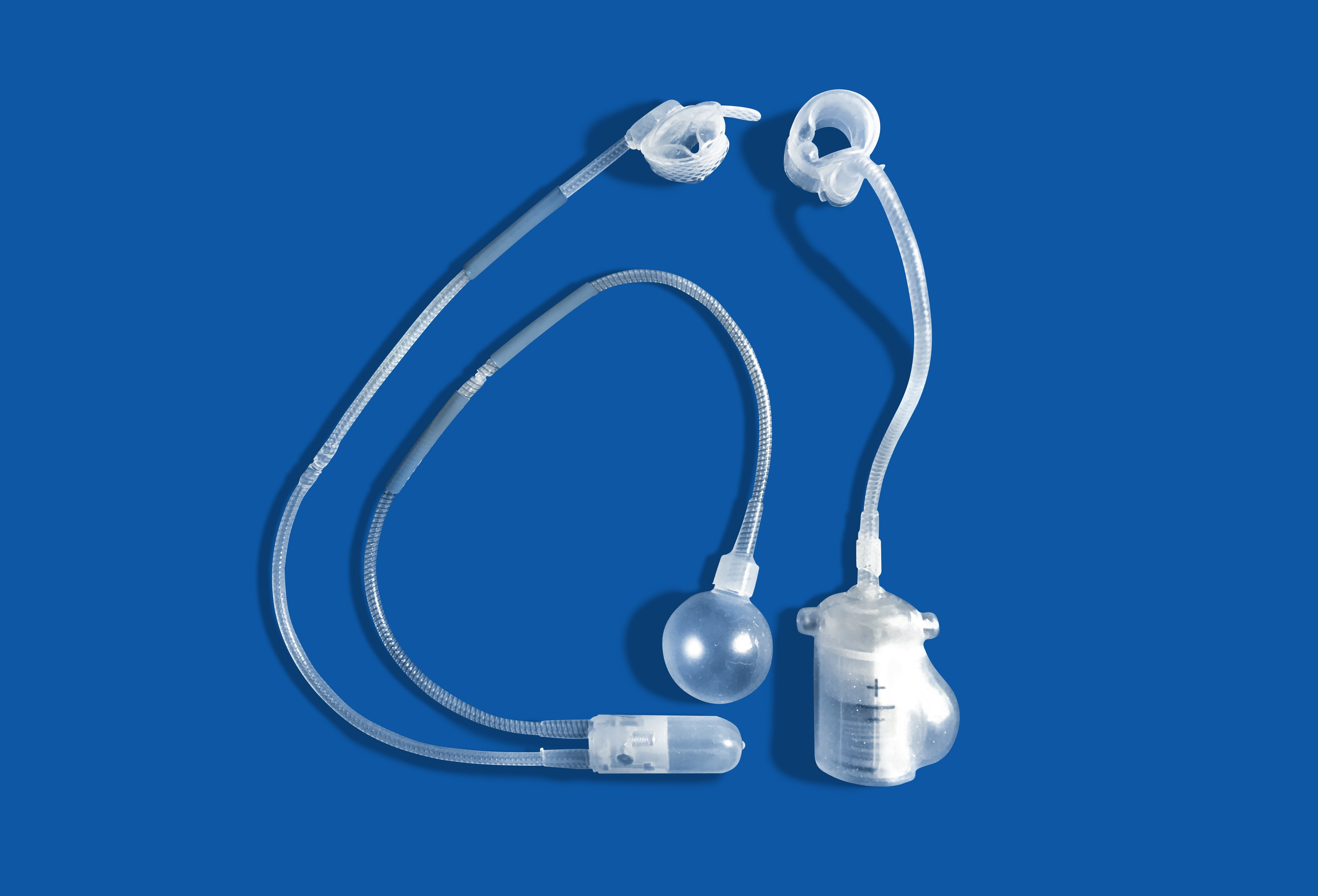
Sphincter Urinarie Artificiel (de gauche à droite): AMS 800 et ZSI 375

Frédéric Foley a été le premier à décrire un sphincter urinaire artificiel pour traiter l'incontinence urinaire. L’article a été publié en 1947. En 1972, F. Brantley Scott et ses collègues du Baylor College of Medicine ont conçu le premier précurseur du sphincter urinaire artificiel contemporain,. Le premier modèle de SUA mis sur le marché a été l'AMS 800 (Boston Scientific, Marlborough, MA), développé il y a 50 ans,. Il s'agit d'un dispositif à 3 composants avec une manchette placée autour de l'urètre, une pompe insérée dans le scrotum et un ballon-réservoir à paroi élastique, générateur de pression, placé dans le bassin. Ce SUA se présente sous forme d’un kit à préparer et à remplir de solution saline par le chirurgien pendant l'intervention.
Un autre modèle de SUA est le ZSI 375 (Zephyr Surgical Implants, Genève, Suisse), introduit en 2008. Il s'agit d'un dispositif monobloc composé d’une manchette et d’une pompe à un ressort intégré; il est livré pré-connecté et pré-rempli,. Il n'y a pas de composant abdominal dans le ZSI 375, ce qui, avec sa configuration prête à être implantée, réduit le temps opératoire. De plus, comme il n'y a pas besoin de ballon-reservoir, les interventions chirurgicales dans le bassin ou l'espace rétro-péritonéal ne sont pas nécessaires. Les antécédents chirurgicaux, telles que la prostatectomie radicale, peuvent entraîner des cicatrices postopératoires et une fibrose de l'espace rétropéritonéal ou pelvien. Éviter la dissection des tissus rétro-péritonéaux ou pelvien évite les risques de complications chirurgicales,. Un autre avantage du modèle ZSI 375 est la possibilité d'augmenter ou de diminuer la pression de serrage de la manchette après l'implantation pour atteindre le taux de continence souhaité et la satisfaction du patient. Cette possibilité d’ajustement de la pression permet aussi de contrôler la réapparition d’une rétention aiguë d'urine en cas d'atrophie urétrale ou au contraire libérer une rétention d’urine (faible débit urinaire),,. L'ajustement de la pression peut être effectuée au cabinet médical ou en ambulatoire en ajoutant ou en retirant de la solution saline stérile dans la pompe à travers le scrotum. En 2019, plus de 4 500 sphincters urinaires artificiels ZSI 375 ont été implantés dans le monde.
Pour les deux types de sphincter, une solution saline stérile à l'intérieur du système est utilisée pour générer la pression dans la manchette et comprimer l'urètre afin d’éviter les fuites d'urines. La manchette urétrale est dégonflée manuellement en appuyant sur la pompe placée dans le scrotum, la pression sur l’urètre cesse et le patient peut vider sa vessie. La manchette urétrale se regonfle alors automatiquement pour permettre au patient de retrouver une continence.
La liste des modèles de SUA disponibles en 2020:
| Produit | Entreprise                                                | Pays d’origine | Date d’introduction | Type                                             | Pré-connecté et pré-rempli | Générateur de pression                                    | Pressure ajustable |
| ------- | --------------------------------------------------------- | -------------- | ------------------- | ------------------------------------------------ | -------------------------- | --------------------------------------------------------- | ------------------ |
| AMS 800 | Boston Scientific (anciennement American Medical Systems) | États-Unis     | 1988                | 3-composants: manchette, pompe, ballon réservoir | Non                        | Élasticité du ballon-réservoir + pression intra-pelvienne | Non                |
| ZSI 375 | Zephyr Surgical Implants                                  | Suisse         | 2008                | 2-composants: manchette et pompe                 | Oui                        | Ressort intégré à la pompe                                | Oui                |

## Usage médical

Correction d'une incontinence post-implantation par ajustement de la pression

La déficience du sphincter urinaire intrinsèque conduisant à l'incontinence à l'effort est l'indication la plus courante de l'implantation d’un SUA. L'Association européenne d'urologie recommande l'implantation d'un SUA pour l'incontinence à l'effort modérée à sévère chez les hommes. Malgré de nouvelles options de traitement (bandelettes, injections de gonflement urétral, thérapie par cellules souches), le SUA est considérée comme la prise en charge chirurgicale de référence pour l'incontinence à l'effort de l’homme après une prostatectomie, une cystectomie ou une résection endoscopique de la prostate,,.
Il existe plusieurs cas publiés dans la littérature d’implantation de SUA chez les enfants à la suite d'une incontinence secondaire à une lésion urétrale traumatique,.
Les données sur l'utilisation du SUA chez les femmes sont limitées et tous les produits disponibles sur le marché ne sont pas conçus pour être implantés chez les femmes,. L'Association européenne d'urologie limite l'utilisation du SUA chez les femmes, affirmant que bien que la guérison soit possible, le risque de complication est élevé. le SUA est à utiliser en dernier recours pour traiter l'incontinence urinaire chez la femme due à des causes congénitales et secondaire à des maladies neurologiques.

## Résultats

### Taux de réussite
De nombreuses études ont été publiées concernant les résultats des patients ayant subi l’implantation d’un sphincter urinaire artificiel. Le taux de réussite, généralement défini comme l’obtention d’une continence totale (pas d'utilisation de protection) ou une continence sociale (utilisation de 0 à une protection par jour), varie de 61% à 100% dans la littérature. L'amélioration de la qualité de vie a également été considérée comme un succès même si plus d'une protection par jour sont nécessaires. Un taux de réussite (continence) a été rapporté à 78% avec un suivi de 3 ans, et à plus de 72% avec 5 à 7 ans de suivi. Dans une étude récente, un taux de réussite 79% a été rapporté pour une période de suivi allant de 5 mois à 16 ans. Une étude comparative chez des patients implantés avec différents modèles de sphincter urinaire artificiel et ayant atteint une continence sociale n'a montré aucune différence entre les deux groupes de patients en ce qui concerne les tests urodynamiques: comme le débit mictionnel, la pression urétrale, etc.

### Satisfaction
Dans différentes études avec un suivi moyen de plus de 6 ans,, au moins 73% des hommes porteurs d'un sphincter urinaire artificiel implanté étaient satisfaits ou très satisfaits du dispositif, et 10 à 23% se déclaraient insatisfaits. Sur des périodes de suivi plus courtes (2 à 4 ans), les taux de satisfaction atteignaient plus de 90%,,. Dans une autre étude avec un suivi moyen de plus de 7 ans, le taux de satisfaction globale était de 3,9 sur une échelle de 0 à 5. Le taux de satisfaction des patients après radiothérapie ne semble pas être défavorablement affecté. Pour le sphincter artificiel ZSI 375, la pression peut être ajustable pour améliorer le taux de satisfaction.
Des enquêtes auprès de patients implantés ont montré que plus de 90% recommanderaient cette solution à un ami ou à un parent ayant le même problème, et plus de 90% subiraient à nouveau l'implantation,. Parallèlement à cela, 14% des patients ont signalés une amélioration de leur activité sexuelle.
Plusieurs études ont démontré que la qualité de vie après l'implantation d’un SUA s'est considérablement améliorée,. Et la qualité de vie ne semble pas être affectée par les ré-interventions, à condition que l'appareil continue de fonctionner après sa révision.

### Réopération
Dans la plus grande série disponible évaluant 1082 patients ayant subi l’implantation d’un premier SUA, le taux de survie du dispositif à 5 ans était de 74%, ce qui est cohérent avec les résultats rapportés dans la littérature, allant de 59% à 79%. Dans toutes les séries, au fil du temps, certains patients ont dû subir des chirurgies répétées pour la réapparition de l’incontinence urinaire ou une infection du dispositif. Dans une analyse groupée des études disponibles, le taux de ré-intervention (quelle qu'en soit la cause) était d'environ 26%. De manière significative, certaines études ont démontré que les chirurgiens qui pratiquent cette intervention fréquemment (chirurgiens à volume élevé d’implantations) obtiennent de meilleurs résultats que ceux qui la pratiquent moins fréquemment. En fait, dans cette série, le taux de ré-opération a diminué d'environ 50% à mesure que les chirurgiens atteignaient leur 200ème cas, soulignant la nécessité pour les patients candidats à l’implantation d’un SUA, de rechercher des chirurgiens à volume d’implantation élevé pour améliorer leurs chances de succès.

## Complications
Les risques possibles découlant de l'implantation d’un SUA comprennent:
- Une blessure de l'urètre ou de la vessie pendant la mise en place du SUA;
- Des difficultés à vider la vessie nécessitant un auto-sondage temporaire;
- Une incontinence urinaire d'effort persistante;
- Une infection du SUA entraînant son retrait;
- Une incontinence récurrente due à une défaillance du dispositif ou à une atrophie des tissus urétraux (auquel cas une nouvelle intervention chirurgicale permettra le remplacement du dispositif).

Le taux global de complications rapportées chez les hommes est de 37%.
Les complications postopératoires les plus courantes sont:
- Une défaillance mécanique (8-21%)
- Une érosion urétrale (4-15%)
- Une infection (1-14%)
- Une atrophie urétrale (4-10%)

D'autres complications moins fréquentes sont l'hématome, la sténose urétrale, la fistule urinaire. Les défaillances mécaniques et les complications non mécaniques peuvent conduire à une reprise chirurgicale dans 8 à 45% et 7 à 17% des cas, respectivement. L'une des causes de défaillance mécanique sont les complications liées au ballon-réservoir du SUA type trois composants. Le taux d'explantation global du dispositif chez les hommes serait de 16 à 20 %.
Il a été rapporté que 26 % des hommes porteurs d'un SUA implanté nécessitaient une ré-intervention après 10 ans de suivi, afin de réguler la pression à l'intérieur du dispositif.

## Suivi

### Après la sortie de l’hôpital
Les rapports sexuels doivent être évités pendant les 6 premières semaines après l'intervention pour permettre une cicatrisation correcte des tissus. Les activités physiques qui exercent une pression directe sur la zone d’intervention, comme l'équitation et le vélo, doivent également être évitées pendant au moins 6 semaines voir abandonnées. Les patients peuvent se voir prescrire un support scrotal à porter pendant 1 semaine après l’intervention.

### Soins à distance de l’intervention
Pour minimiser le risque de dommages sur le SUA ou sur l’urètre, il est indispensable que le patient informe le médecin ou l’infirmière qu'il a un SUA avant toute pose d’une sonde vésicale, une cystoscopie ou toutes autres interventions médicales sur les voies urinaires. La désactivation du SUA la nuit peut être proposée aux patients qui n’avaient pas de fuite la nuit avant l’intervention, cela afin de minimiser les risques d'atrophie urétrale,.

## Galerie d'images

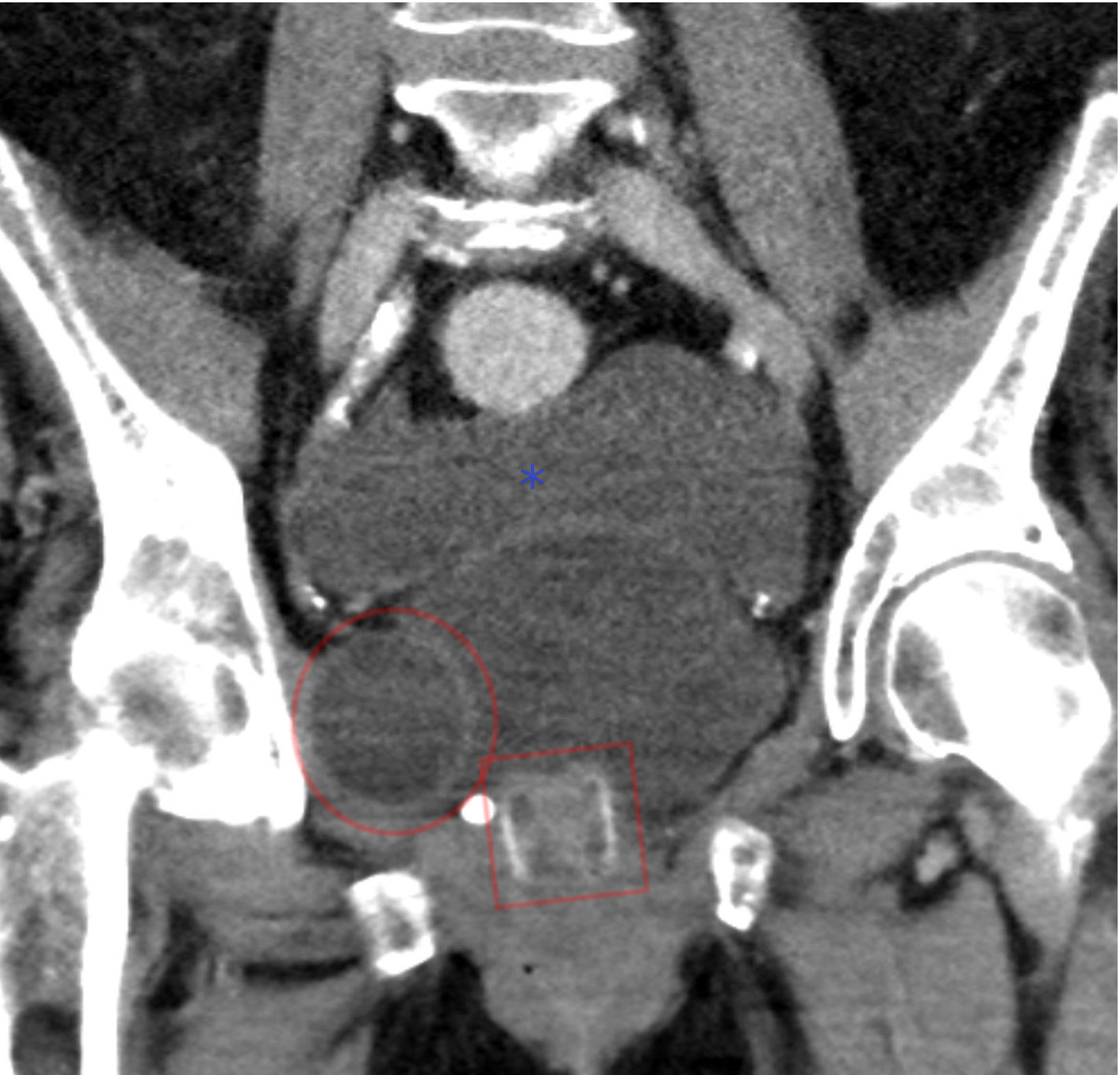
CT Scan (reconstruction coronal) montrant un AMS 800 chez une femme
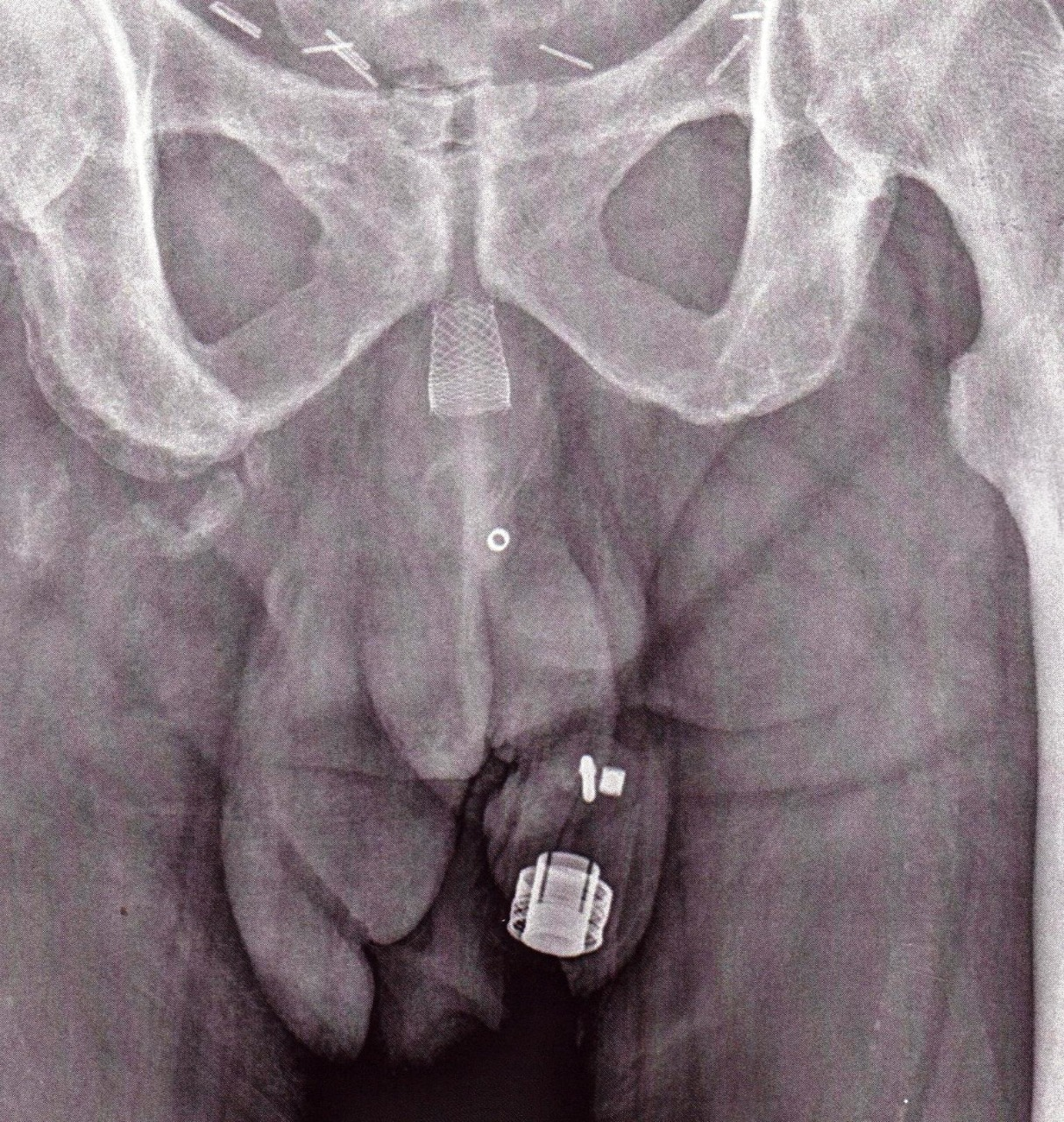
Radiographie d'un ZSI 375 implanté. Le dispositif est désactivé: le ressort est sous le sommet du cylindre. Le patient est incontinent.
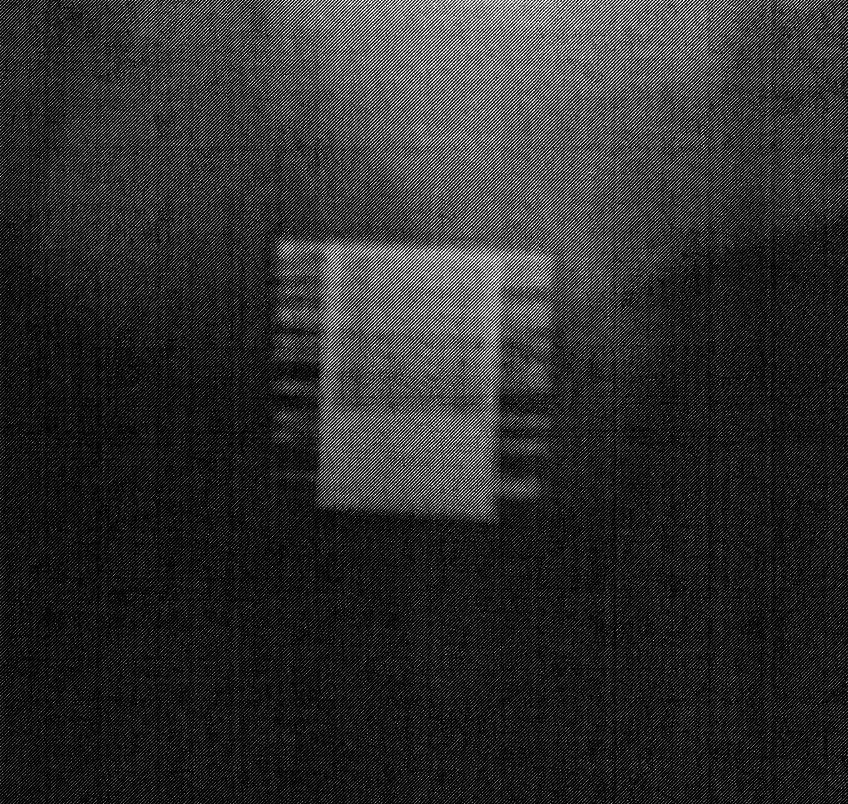
Radiographie d'un ZSI 375 implanté. Le dispositif est activé: le ressort est au niveau du sommet du cylindre. Le patient est continent.
Animation montrant la constriction de l'urètre par la manchette